# Симфония № 8 (Моцарт)
Симфония № 8 ре мажор, KV 48 — симфония Вольфганга Амадея Моцарта, которая была завершена 13 декабря 1768 года в Вене в то время, когда семья Моцарта готовилась к возвращению в Зальцбург. Автограф симфонии сегодня хранится в Национальной библиотеке в Берлине.

## Структура
Симфония состоит из 4-х частей:
1. Allegro, 3/4
2. Andante, 2/4
3. Menuetto and Trio, 3/4
4. Molto allegro, 12/8

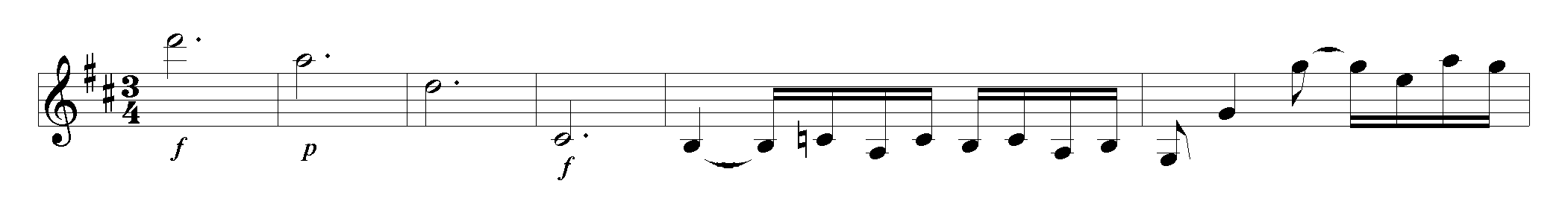
Симфония № 8 (Моцарт), начало

Произведение написано для двух гобоев, двух валторн, двух труб, литавр и струнных.